# Rolnik

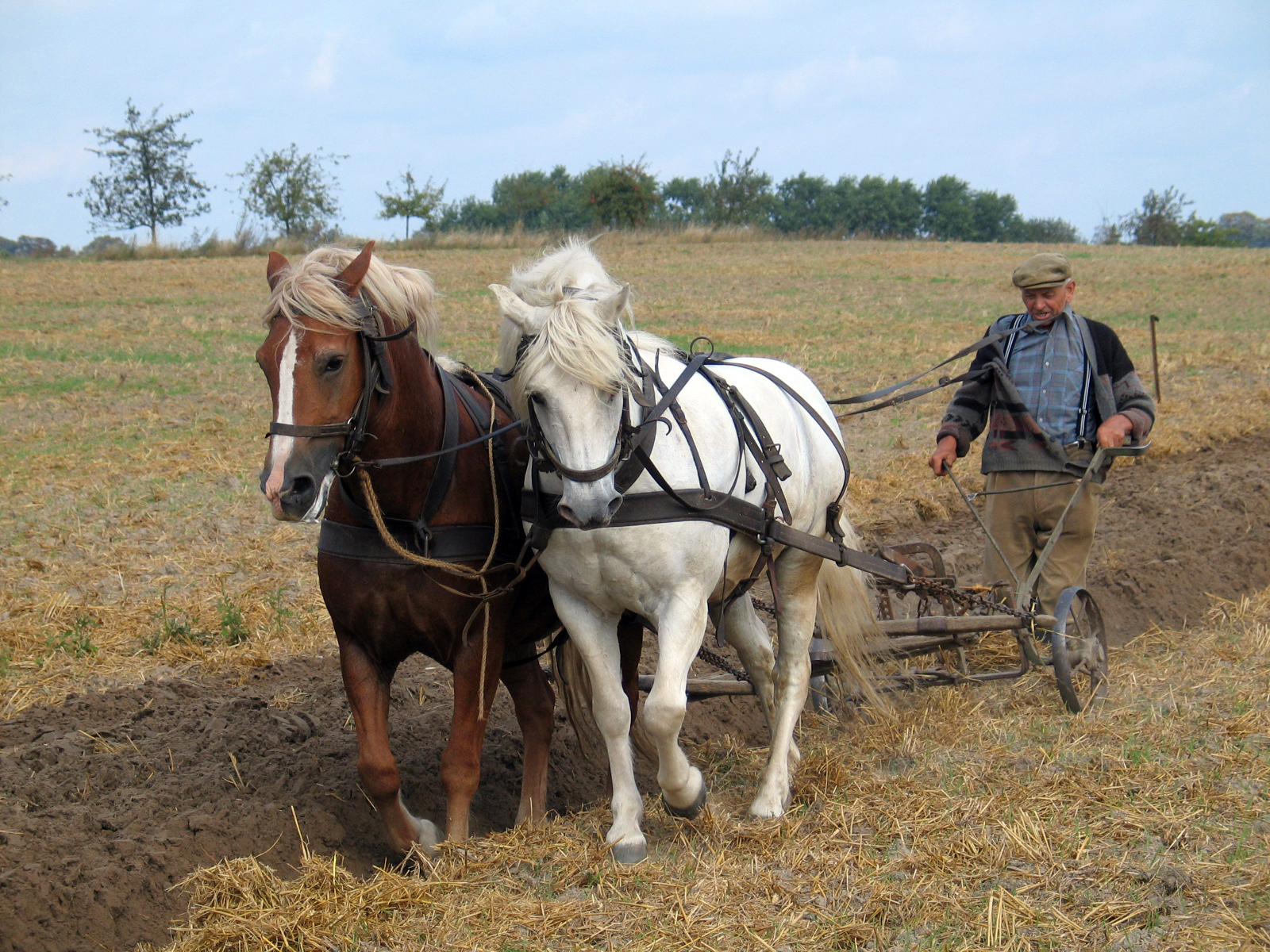
Rolnik podczas pracy

Rolnik (forma żeńska – rolniczka), farmer (forma żeńska – farmerka) – osoba pracująca na roli, uprawiająca swoje lub cudze pole (rolnictwo). Często specjalista w zakresie rolnictwa.

## Zawody związane z rolnictwem (tytuły zawodowe)
- Rolnik chmielarz
- Rolnik łąkarz
- Rolnik pracujący na własne potrzeby
- Rolnik producent kwalifikowanych nasion rolniczych
- Rolnik produkcji roślinnej i zwierzęcej
- Rolnik upraw mieszanych
- Rolnik upraw polowych
- Technik mechanizacji rolnictwa i agrotroniki
- Technik rolnik
- Technik agrobiznesu

## Rolnicy w Polsce
W świetle przepisów prawa polskiego rolnikiem indywidualnym jest osoba fizyczna spełniająca łącznie następujące warunki:
- posiada lub dzierżawi grunty rolne o powierzchni nie przekraczającej 300 ha,
- posiada kwalifikacje rolnicze,
- przynajmniej od 5 lat mieszka w gminie, gdzie znajduje się jej gospodarstwo i osobiście je prowadzi.